# Прока, Александру
Александру Прока (фр. Alexandru Proca; 16 октября 1897 — 13 декабря 1955) — румынский физик, который учился и работал во Франции. Развил векторную теорию ядерных сил и уравнения релятивистских квантовых полей, которые носят его имя (уравнения Прока), для массивных векторных мезонов с единичным спином. Стал гражданином Франции в 1931 году.

## Образование

### Школа и колледж
В Румынии был одним из лучших студентов школы «Георге Лазар» и Политехнического университета в Бухаресте. Имел большой интерес к теоретической физике. С намерением её изучать поехал в Париж, где окончил Сорбоннский университет по специальности «Наука», получив диплом бакалавра наук из рук Марии Кюри. Затем устроился на работу физиком-исследователем в Институте Радия в 1925 году.

### Докторантура
Докторскую работу выполнил по теоретической физике под руководством Нобелевского лауреата Луи де Бройля. Успешно защитил диссертацию «О релятивистской теории электронов Дирака» перед аттестационной комиссией, которой председательствовал другой Нобелевский лауреат Жан Перрин.

## Научные достижения
В 1929 году стал редактором влиятельного физического журнала «Анналы», который издавал Институт Анри Пуанкаре. В 1934 году провёл целый год с Эрвином Шрёдингером в Берлине, несколько месяцев посещал Нобелевского лауреата Нильса Бора в Копенгагене, где также встречался с Гейзенбергом и Гамовым.
Стал известен как один из самых влиятельных физиков-теоретиков Румынии прошлого века, развил векторную мезонную теорию ядерных сил в 1936 году, опередив Хидэки Юкаву, который использовал уравнения Прока для векторных мезонных полей в качестве отправной точки. Юкава впоследствии получил Нобелевскую премию за объяснение ядерных сил, используя пи-мезонные поля и верно предсказав существование пионов, которые сначала были названы Юкавой «мезотронами». Пионы являются самыми лёгкими мезонами, которые играют ключевую роль в объяснении свойств сильного ядерного взаимодействия в низкоэнергетическом приближении. В отличие от массивных бозонов со спином 1 в уравнениях Прока, пионы, предсказанные Юкавой, были бозонами со спином 0, которые связаны только со скалярными полями. Массивные векторные мезоны со спином 1, рассмотренные Прока в 1936—1941 годах, являются нечётными и принимают участие в электрослабом взаимодействии, и наблюдались в экспериментах с высокоэнергетическими частицами лишь с 1960 года, в то время как пионы, предсказанные теорией Юкавы, наблюдались в экспериментах Карлом Андерсоном в 1937 с массами, достаточно близкими к 100 МэВ, в соответствии с предсказанием теории пи-мезонов Юкавы, опубликованной в 1935 году; следующие теории учитывали только массовые скалярные поля в качестве причин ядерных сил, такие как те, что можно было бы найти в поле пи-мезонов.
В случае больших масс, векторные мезоны включают также очаровательный и верхний кварки в свою структуру. Спектр тяжёлых мезонов связан радиационными процессами с векторными мезонами, которые, таким образом, играют важную роль в мезонной спектроскопии. Интересно, что легко-кварковые векторные мезоны существуют в почти чистых квантовых состояниях.
Уравнения Прока — это уравнения движения типа Эйлера-Лагранжа, которые приводят к выполнению калибровочного условия Лоренца:
{\displaystyle \partial _{\mu }A^{\mu }=0\!}.
В сущности, уравнениями Прока являются:
{\displaystyle \Box A^{\nu }-\partial ^{\nu }(\partial _{\mu }A^{\mu })+m^{2}A^{\nu }=j^{\nu }}, где:
{\displaystyle \Box =\left({\frac {\partial ^{2}}{\partial t^{2}}}\right)-\nabla ^{2}}.
Здесь {\displaystyle A^{\mu }} — 4-потенциал; оператор {\displaystyle \Box }, который действует на потенциал — это оператор Д'Аламбера; {\displaystyle j^{\nu }} — это плотность 4-тока, а оператор набла (∇) в квадрате — это оператор Лапласа, Δ. Так как это релятивистское уравнение, то подразумевается правило суммирования Эйнштейна по повторяющимся индексам. 4-потенциал {\displaystyle A^{\nu }} является комбинацией скалярного потенциала {\displaystyle \phi } и трёхмерного векторного потенциала A, выведенной из уравнений Максвелла:
{\displaystyle A^{\nu }=(\phi ,\mathbf {A} )}
{\displaystyle \mathbf {E} =-\mathbf {\nabla } \phi -{\frac {\partial \mathbf {A} }{\partial t}}}
{\displaystyle \mathbf {B} =\mathbf {\nabla } \times \mathbf {A} .}
В упрощённой записи уравнения имеют вид:
{\displaystyle \partial _{\mu }(\partial ^{\mu }A^{\nu }-\partial ^{\nu }A^{\mu })+\left({\frac {mc}{\hbar }}\right)^{2}A^{\nu }=0}.
Таким образом, уравнения Прока описывают поле массивных частиц с массой m и спином 1 вместе со связанным полем, которое распространяется со скоростью света c в пространстве Минковского; такое поле характеризуется действительным вектором A, который проявляется в лагранжевой плотности (спиновом моменте) L. Уравнения напоминают по форме уравнение Клейна — Гордона — Фока:
{\displaystyle {\frac {1}{c^{2}}}{\frac {\partial ^{2}}{\partial t^{2}}}\psi -\nabla ^{2}\psi +{\frac {m^{2}c^{2}}{\hbar ^{2}}}\psi =0},
но последнее является скалярным, не векторным, уравнением, которое описывает релятивистские электроны, и поэтому применимо только к фермионам со спином 1/2. Более того, решения уравнения Клейна — Гордона — Фока являются релятивистские волновые функции, которые можно представить в виде квантовых плоских волн, если уравнение записать в естественных единицах:
{\displaystyle -\partial _{t}^{2}\psi +\nabla ^{2}\psi =m^{2}\psi };
это скалярное уравнение применимо лишь для релятивистских фермионов, для которых выполняется соотношение энергия-импульс в Эйнштейновской специальной теории относительности. Интуитивное предположение Юкавы основывалось на уравнении Клейна — Гордона — Фока, о чем в 1941 году Нобелевский лауреат Вольфганг Паули писал:

… Юкава предположил, что мезон имеет спин 1, чтобы объяснить спиновую зависимость сил между протоном и нейтроном. Теория для этого случая была дана Прока.

Оригинальный текст (англ.)… Yukawa supposed the meson to have spin 1 in order to explain the spin dependence of the force between proton and neutron. The theory for this case has been given by Proca.

### Публикации в Библиотеке Конгресса
- 4 Library of Congress